# Aimée Sommerfelt
Nicoline Aimée Sommerfelt (Trondheim, 1892. április 2. – Oslo, 1975. augusztus 7.) norvég írónő, fordító.

## Élete
Henrik Arnold Thaulow Dedichen (1863–1935), kora ismert pszichiátere és Antoinette (Toinon) Pauline Marie Nyblin (1861–1941) lánya volt. Oslo Trosterud nevű részében nőtt fel. Több évet töltött Párizsban, ahol fordítóként tevékenykedett. 1919-ben lett Alf Sommerfelt (1892-1965) nyelvészprofesszor felesége. Első kötete 1934-ben jelent meg, elsősorban gyermekkönyveivel vált ismertté. 1941-es Lisbeth című regénye az 1808–1809-es svéd-norvég háborúról szól, rejtett témája a megszállás és a megszállókkal szembeni ellenállás - e munkája Norvégia második világháborús német megszállása hatását tükrözi. Az 1945-ös Ung front a háborús években élt fiatalság mindennapjait mutatta be. Az 1950-es és 1960-as években írt kötetei közül számos a diszkriminációval, illetve a fejlődő országokkal és a szolidaritás kérdéseivel foglalkozott. Ezek közül leginkább az 1959-ben megjelent Veien til Agra (magyar nyelven Országúton Indiában címmel jelent meg a Delfin könyvek sorozat első kötetként 1964-ben). Az 1970-es években ő volt az első norvég író, aki gyermekkönyvet írt a Norvégiába bevándorlókról. Gyermekeknek szóló rádióműsora, a Barnetimen for de minste igen népszerű volt. Munkáit 27 nyelvre fordították le, pályafutása alatt számos norvég, illetve külföldi díjat kapott.

## Válogatott munkái
- Stopp tyven! (1934)
- Fire detektiver arbeider med saken (1935)
- Trulte (1936)
- Trulte i toppform (1938)
- Stop tyven (1938)
- 16 år (1939)
- Lisbeth (1941)
- Ung front (1945)
- Annabeth (1948)
- Miriam (1950).
- Bare en jentunge? (1952)
- Morten og Monika (1954)
- Veien til Agra (1959)
- Den hvite bungalowen (1962)
- Pablo og de andre (1964)
- Boka om Petter og Ram (1970)
- Boka om Manuel (1971)
- Den farlige natten (1971)
- Boka om Tavi og Marik (1972)
- Etterlyst (1973)
- Reisen til ingensteder (1974)

## Magyarul megjelent művei
- Országúton, Indiában. Regény; ford. G. Beke Margit, utószó Fazekas László; Móra, Bp., 1964 (Delfin könyvek); 1979
- Miriam. Regény; ford. G. Beke Margit; Móra, Bp., 1967

## Fordítás
- Ez a szócikk részben vagy egészben  az   Aimée Sommerfelt című norvég Wikipédia-szócikk ezen változatának fordításán alapul.  Az eredeti cikk szerkesztőit annak laptörténete sorolja fel. Ez a jelzés csupán a megfogalmazás eredetét és a szerzői jogokat jelzi, nem szolgál a cikkben szereplő információk forrásmegjelöléseként.